# Grzegorz Matysik
Grzegorz Matysik (ur. 14 czerwca 1960 w Krakowie) – polski aktor teatralny i filmowy, reżyser oraz tłumacz.

## Życiorys
Na scenie zadebiutował w 1982 r. rolą Ignaca w Transatlantyku Gombrowicza w reżyserii Mikołaja Grabowskiego. W latach 1983–1986 pracował w Teatrze im. Juliusza Słowackiego w Krakowie, gdzie zagrał m.in. tytułową rolę w Irydionie Krasińskiego w reż. M. Grabowskiego. W tym czasie zagrał również trzy główne role w filmach fabularnych: Kłamczucha, Alabama, Mokry szmal.
Po 10-letnim pobycie w Austrii (1986 -1996), gdzie skończył studia reżyserskie na Hochschule fur Musik und darstellende Kunst – Max Reinhardt Seminar w Wiedniu i pracował jako aktor i reżyser w teatrze w Salzburgu, powrócił do Polski i rozpoczął współpracę z Teatrem STU w Krakowie. Na deskach tej sceny w 1999 r. zrealizował m.in. spektakl Eksperyment według własnego scenariusza, z Katarzyną Figurą w roli głównej. Współpracował również z Zespołem MW 2.
W czasie pobytu w Austrii założył w Wiedniu Międzynarodowe Stowarzyszenie Teatralne ACT, które zajmuje się koprodukcją teatralną polsko-niemiecko-austriacką (m.in. Próby B. Schaeffera w reż. M. Grabowskiego).
W 1993 r. na stulecie Teatru im. J. Słowackiego w Krakowie wyreżyserował Wariacje Goldbergowskie G. Taboriego we własnym tłumaczeniu. Przetłumaczył również: Kuraż mojej matki G. Taboriego, Plac Bohaterów” T. Bernharda, Noc Weiningera J. Sobola, Młodość bez Boga Ö. von Horvátha.
Jest synem Ferdynanda (1931-2021) również aktora teatralnego i filmowego.

## Wybrane realizacje teatralne
- 1992: Śmierć i dziewczyna A. Dorfman, Kleines Theater w Salzburgu
- 1999: Gra według Pokojówek J. Genet, Lubuski Teatr im. L. Kruczkowskiego w Zielonej Górze;
- 2001: Niezidentyfikowane szczątki… B. Fraser, Lubuski Teatr im. L. Kruczkowskiego w Zielonej Górze;
- 2001: Dekalog II według scenariusza filmu K. Kieślowskiego, Stadttheater Kassel
- 2002: Poskromienie Złośnicy W. Shakespeara, Lubuski Teatr im. L. Kruczkowskiego w Zielonej Górze;
- 2003: Szalone nożyczki P. Portner, Lubuski Teatr im. L. Kruczkowskiego w Zielonej Górze;
- 2005: Sceny miłosne B. Schaeffer, Teatr Ludowy w Krakowie (prapremiera)
- 2006: Raj Eskimosów B. Schaeffer, Teatr im. W. Siemaszkowej w Rzeszowie
- 2008: Pamiętnik Narkomanki B. Rosiek, Teatr Powszechny w Radomiu
- 2012: Farrago L. Amejko, Kleines Theater w Salzburgu
- 2014: Adonis ma gościa F. Apke, Teatr Groteska w Krakowie